# Emotion (album de Papa Wemba)
Pour les articles homonymes, voir Emotion (homonymie).
Albums de Papa Wemba
Foridoles
(1994) Pôle Position
(1995)
Emotion est le deuxième album de Papa Wemba pour Real World marquant un tournant dans la carrière musicale du chanteur congolais, s'écartant du style rumba pour se tourner vers un style africain plus international.
A l’automne 1994, Papa Wemba était profondément absorbé par l’enregistrement de l’album Émotion. « J’étais très ému en enregistrant cet album, déclarait Papa Wemba. Ce n’est pas que j’ai peur de chanter - je chante depuis 25 ans - mais sur cet album, j’ai pris une direction musicale totalement différente, donc j’ai peur de la réaction du public. C’est un moment intense. Quand j’ai décidé d’être un artiste international, j’ai monté un groupe différent (Viva la Musica International) du groupe original (Viva la Musica) qui lui, joue pour mon public zaïrois venu pour entendre une musique typiquement africaine. Je n’ai jamais mélangé les deux styles qui représentent des aspects différents de ma personnalité musicale ». 
Sur Émotion[pas clair], une œuvre dominée par le chant avec des couleurs rumba et salsa et comprenant une reprise du titre Otis Redding, « Fa Fa Fa Fa » chanté en duo avec Juliet Roberts et collaboré avec Aretha Franklin, Papa Wemba a fait appel à Lokua Kanza, à Jean-Philippe Rykiel et au producteur anglais Stephen Hague.
L'album sera disque d'or aux États-Unis avec plus de 500 000 exemplaires vendus[réf. nécessaire]. Il est consacré meilleur artiste africain de sa catégorie par la presse américaine en 1996[réf. nécessaire].

## Liste des titres
| 1.    | Yolele                        | Lokua Kanza/Papa Wemba       | 3:23 |
| 2.    | Mandola                       | Jacques Rouvier/Papa Wemba   | 3:49 |
| 3.    | Show Me The Way               | Lokua Kanza/Papa Wemba       | 4:01 |
| 4.    | Fa Fa Fa Fa Fa (Sad Song)     | Otis Redding/Papa Wemba      | 3:13 |
| 5.    | Rail On                       | Lokua Kanza/Papa Wemba       | 2:26 |
| 6.    | Shofele                       | Maïka Munan/Papa Wemba       | 3:09 |
| 7.    | Image                         | Christian Polloni/Papa Wemba | 4:20 |
| 8.    | Sala Keba (Be Careful)        | Lokua Kanza/Papa Wemba       | 3:40 |
| 9.    | Awa Y' Okeyi (If You Go Away) | Lokua Kanza/Papa Wemba       | 1:55 |
| 10.   | Epelo                         | Christian Polloni/Papa Wemba | 4:02 |
| 11.   | Ah Ouais (Oh Yes)             | Jacques Rouvier/Papa Wemba   | 4:19 |
| 38:25 |                               |                              |      |

## Participants
- Papa Wemba - chants
- Juliet Roberts - invité pour le chant (Show me the way)
- Noël Ekwabi – guitare basse
- Stephen Hague – accordéon, programmation, producteur
- Paco Séry – batterie (Show me the way)
- Lokua Kanza – guitare, chœurs, producteur (additionnel) - percussions, guitare bass (Show me the way)
- Maïka Munan, Maurice Poto – guitare, chœurs, claviers
- The Kick Horns – cor d'harmonie
- Jean-Philippe Rykiel – claviers
- Christian Polloni – claviers, chœurs
- Paul Bradshaw – liner notes, notes de pochette
- Rico Entreprise – management
- Mike "Spike" Drake – mixage (Fa Fa Fa Fa Fa (Sad Song))
- Udo Esshieh – percussions (Show me the way)
- Andy Duncan – percussions, batterie
- Steve Pyke - photographie
- Enregistrement - Real World Studios, Box (Wiltshire), Angleterre & Studio Guillaume Tell, Suresnes, France
- lieu de mixage - Studios RAK
- Mixage audio – Ambroise Voundi, Nicolas Staf Stawski, Hervé Marignac
- Ingénieurs du son -  Graeme Stewart, Henry Binns, Stan Loubieres (RAK Studio) - Maebh Flynn (Real World Studios) -  Ben Findlay, Sam Hardaker (RAK & Real World) - Alex Firla (Studio Guillaume Tell)